# Odorico Rinaldi
Odorico Rinaldi, latinizzato come Odoricus Raynaldus (Treviso, 20 giugno 1594 – Roma, 22 gennaio 1671), è stato uno storico italiano.

## Biografia
Raynaldi è nato a Treviso da una famiglia patrizia. Studiò a Parma e Padova, si unì agli Oratoriani a Roma e, distinto per la sua pietà, beneficenza e studio, fu eletto per due volte superiore generale della sua congregazione. Gli fu affidata la continuazione degli Annales Ecclesiastici di Baronio. Dopo la pubblicazione del primo volume, gli fu offerta la direzione della biblioteca vaticana da Innocenzo X, un onore che declinò. Morì a Roma.
La sua continuazione degli Annali di Baronio va dal 1198 al 1565 e fu pubblicata a Roma negli anni 1646-77. Fu il più abile continuatore del grande storico. Sebbene il suo lavoro sia macchiato qua e là da dati cronologici imprecisi e mancanza di critiche, i numerosi documenti originali che riproduce lo rendono molto prezioso. Rinaldi ha anche pubblicato estratti in latino e in italiano sia dal lavoro di Baronio che dalla sua continuazione.

## Opere
- Odorico Raynaldo (a cura di), Annales Ecclesiastici: Ab Anno quo desinit Card. Caes. Baronius MCXCVIII. usque ad Annum MDXXXIV. Continuati ..., Tomus XIV, apud Ioannem Wilhelmum Friessem juniorem, Coloniae Agrippinae, 1694.
- Continuatione degli Annali ecclesiastici fatta da Odorico Rinaldi triuigiano
- Indice de' sommi pontefici colla tauola copiosa de' nomi, e delle materie...